# Marion Stokes
Pour les articles homonymes, voir Stokes.
Marion Marguerite Stokes (née Butler le 25 novembre 1929 à Germantown et morte le 14 décembre 2012 à Philadelphie) est une productrice de télévision, femme d'affaires, bibliothécaire et archiviste, et une militante des droits civiques américaine.
Elle est particulièrement connue pour avoir accumulé et archivé des centaines de milliers d'heures de séquences d'actualités télévisées sur une période de 35 ans, de 1977 jusqu'à sa mort en 2012, soit près de 840 000 heures. Internet Archive a récupéré sa collection.
Selon la critique du film documentaire Recorder: The Marion Stokes Project (en) (2019) par la Los Angeles Review of Books (en), le projet colossal de Stokes consistait à enregistrer le cycle d'actualités de 24 heures. Son objectif principal étant ainsi de « protéger la vérité » de l'infox et de permettre aux gens d'évaluer objectivement le matériel archivé.